# Down by the Jetty
Down by the Jetty är ett musikalbum av Dr. Feelgood, lanserat i januari 1975 på skivbolaget United Artists. Albumet som var gruppens debutalbum spelades på deras eget önskemål in i mono, och det domineras av låtar skrivna av Wilko Johnson. Flera punkmusiker har angett detta album som en stor inspirationskälla. "She Does It Right" och "Roxette" släpptes som singlar från skivan, men varken de eller albumet nådde listplacering.

## Låtlista
(låtar utan angiven upphovsman av Wilko Johnson)
1. "She Does It Right" - 3:25
2. "Boom Boom" (John Lee Hooker) - 2:45
3. "The More I Give" - 3:27
4. "Roxette" - 2:58
5. "One Weekend" - 2:17
6. "That Ain't the Way to Behave" - 3:58
7. "I Don't Mind" - 2:37
8. "Twenty Yards Behind" - 2:13
9. "Keep It Out of Sight" - 3:02
10. "All Through the City" - 3:04
11. "Cheque Book" (Mickey Jupp) - 4:08
12. "Oyeh!" (Mick Green) - 2:32
13. "Bony Moronie" / "Tequila" (Larry Williams) / (Danny Flores) - live - 4:50